# Igor Girkin
Igor Vsevolodovič Girkin (rusky Игорь Всеволодович Гиркин, * 17. prosince 1970 Moskva), známý také jako Igor Ivanovič Strelkov (Игорь Иванович Стрелков), je bývalý ruský vojenský důstojník, který do 14. srpna 2014 působil jako vojenský velitel Doněcké lidové republiky a Novoruska. V roce 2022 byl nizozemským soudem uznán odpovědným za sestřelení civilního malajsijského letadla nad východní Ukrajinou v roce 2014, a v nepřítomnosti odsouzen k trestu odnětí svobody na doživotí.
Byl zastáncem ruské invaze na Ukrajinu, ale později dal mnohokrát otevřeně najevo svůj nesouhlas se způsobem jejího vedení. Opakovaně kritizoval jak prezidenta Vladimira Putina, tak vedoucí vojenské představitele. Varoval, že pokud nedojde k razantnějšímu postupu, směřuje Rusko k vojenské porážce. Dne 21. července 2023 byl Girkin zatčen a do 18. září na něj byla uvalena vazba. Tajná služba FSB ho obvinila z podněcování k extremistické činnosti, v případě odsouzení mu hrozilo pět let ve vězení. Podle agentury Interfax Girkin obvinění odmítal a s vyšetřovateli nespolupracoval. Moskevský městský soud jej 25. ledna 2024 odsoudil ke čtyřem letům vězení a také mu na tři roky zakázal spravovat webové stránky.

## Život
Je veteránem sovětské a ruské armády, účastnil se několika předchozích vojenských konfliktů: války v Podněstří, v Bosně a v Čečensku. Do března roku 2013 sloužil v ruské tajné službě FSB.
V průběhu ruské okupace Krymu byl jedním z významných organizátorů proruských „domobraneckých sil“, před nimiž se prezentoval jako „emisar Kremlu“.
Sehrál klíčovou roli ve válce na východní Ukrajině roku 2014, právě na Ukrajině byl obviněn z terorismu. Na konci dubna 2014 byl přidán na sankční seznam Evropské unie.
Zbaven všech funkcí byl v srpnu 2014, údajně na nátlak Kremlu. Vrátil se do Moskvy a prohlásil, že konečnému vítězství ruského lidu zabránili zrádci v okolí Vladimira Putina, kteří jsou řízeni ze zahraničí.

## Sestřelení letu MH17
Igor Girkin se stal podezřelým z toho, že vydal příkaz k sestřelení malajsijského letadla, jež bylo 17. července 2014 sestřeleno raketou v Doněcké oblasti. Pozůstalí 18 obětí na něj podali v červenci 2015 žalobu a požadovali po něm 900 milionů dolarů (asi 22 miliard korun). Žaloba se opírala o zprávu Girkinovy jednotky na ruské sociální síti Vkontakte po sestřelu: „Varovali jsme je – nelítejte po našem nebi.“ Ta byla vymazána poté, co si jednotka uvědomila, že místo domnělého transportního letadla ukrajinské armády sestřelila civilní letadlo. Girkin byl za svou účast na sestřelení letu Malaysia Airlines 17 stíhán nizozemskou prokuraturou v nepřítomnosti.
Dne 17. listopadu 2022 byl nizozemským soudem pro obvod Haag, v řízení z bezpečnostních důvodů vedeném v prostorách justičního komplexu Schiphol, spolu s ruským občanem Sergejem Dubinským a ukrajinským proruským separatistou Leonidem Charčenkem, v nepřítomnosti odsouzen k trestu odnětí svobody na doživotí. Odsouzení mohli proti rozsudku do dvou týdnů podat odvolání.

## Ruská invaze na Ukrajině
Girkin byl zastáncem ruské invaze na Ukrajinu. Chtěl ji napadnout už v roce 2014. V průběhu jejího vývoje se stal ale skeptický a vyjadřoval se velmi kriticky na adresu prezidenta Vladimira Putina, ministra obrany Sergeje Šojgua nebo náčelníka generálního štábu Valerije Gerasimova. Jeho vyjádření na síti Telegram, kde má asi milion sledujících, přitom často obsahovala i posměšky a vulgarity. 
V prosinci 2022 po ruských neúspěších na Ukrajině např. spekuloval, zda je náčelník Gerasimov kretén, anebo nepřátelský agent. V každém případě by podle něj měl být odstraněn a za svá selhání souzen. V lednu 2023 uvedl, že Rusové nerozumí smyslu mobilizace ani invaze na Ukrajinu. Varoval také před občanskou válkou v Rusku, která by mohla přinést miliony obětí a úplný rozklad společnosti.
Na 1. výročí invaze konstatoval, že ruská armáda není v současném stavu schopná Ukrajinu porazit a Rusko je v horší situaci než před rokem. Při té příležitosti vyjmenoval všechna dosavadní selhání ruské armády.
Když v březnu 2023 Putin řekl, že Rusko nenapadlo Ukrajinu už po anexi Krymu v roce 2014, protože tehdy nemělo hypersonické zbraně, Girkin to komentoval slovy: „Drž hubu, Vladimire Vladimiroviči... Mlč. My se nebudeme stydět, že má země takového prezidenta, ani se nám nebude smát nepřítel.“ O měsíc později vyzval k mnohem agresivnějšímu postupu ve válce, protože jinak podle něj Rusko směřuje k vojenské porážce. Na konci června 2023, po vzpouře Wagnerovy skupiny, prohlásil, že pokud Putin „nedokáže dosáhnout na vítězství ve válce a napravit současnou situaci v Rusku,“ musí se vzdát moci.

### Zatčení a odsouzení
Dne 21. července 2023 byl Girkin zatčen. Moskevský soud na něj uvalil do 18. září vazbu. Tajná služba FSB ho obvinila z podněcování k extremistické činnosti, v případě odsouzení mu hrozilo až pět let ve vězení. Podle agentury Interfax Girkin obvinění odmítal a s vyšetřovateli nespolupracoval. Moskevský městský soud jej 25. ledna 2024 odsoudil ke čtyřem letům vězení.

## Kandidatura na prezidenta Ruska
V listopadu 2023 oznámil Girkin záměr kandidovat na prezidenta Ruské federace v nadcházejících volbách. Zároveň dodal, že není naivní a nevěří v úspěch, protože režim mu v kandidatuře zabrání. Snaha nechat se nominovat a sběr podpisů však má podle něj smysl v tom, že může sjednotit „skutečně vlastenecké síly“ ve společnosti. Nepřestal přitom urážet Putina, o kterém např. prohlásil, že je „měkká nula a podřadný člověk“.